# Московский саммит (1988)
Московский саммит — встреча на высшем уровне между президентом США Рональдом Рейганом и генеральным секретарём Коммунистической партии Советского Союза Михаилом Горбачёвым. Она состоялась 29 мая — 3 июня 1988 года. Рейган и Горбачёв завершили работу над Договором о ликвидации ракет средней и меньшей дальности (ДРСМД) после ратификации договора Сенатом США в мае 1988 года. Рейган и Горбачёв продолжили обсуждать двусторонние вопросы, такие как Центральная Америка, Южная Африка, Ближний Восток и предстоящий вывод советских войск из Афганистана. Рейган и Горбачёв продолжили обсуждение прав человека. Стороны подписали семь соглашений по менее важным вопросам, таким как студенческие обмены и права на рыболовство. Значительным результатом стало обновление советских учебников по истории, что потребовало отмены некоторых уроков истории в советских средних школах. В конце концов, Рейган выразил удовлетворение саммитом.
Президент и Генеральный секретарь рассматривают московский саммит как важный шаг в процессе перевода американо-советских отношений на более продуктивную и устойчивую основу.
.
Одним из ироничных моментов саммита стал случай, когда Рейган подарил Горбачёву копию фильма «Дружеское увещевание», сценарист которого Майкл Уилсон попал в  чёрный список в 1950-х годах из-за подозрений в симпатиях к коммунистам.